# Ordre de l'Amitié (Kazakhstan)
Pour les articles homonymes, voir Ordre de l'Amitié.
L'ordre de l'Amitié est une décoration d'État de la République du Kazakhstan instituée en 1995, pour des personnalités ayant œuvré dans le domaine de la promotion de la paix et de l'amitié entre les peuples. L'ordre possède deux classes. Les récipiendaires de la première classe reçoivent une plaque en forme d'étoile, ceux de la seconde classe, une médaille.

## Quelques récipiendaires
- Valdas Adamkus
- Alexis II de Moscou
- Ban Ki-moon
- Nikolaï Bordiouja
- Youri Glazkov
- Jean-Claude Juncker
- Viktor Khristenko
- Hüseyin Kıvrıkoğlu
- Joseph Kobzon
- Sergueï Lavrov
- Vladimir Yakounine
- Lee Kuan Yew
- Anatoli Perminov
- Evgueni Primakov
- Édouard Rossel
- Viktor Sadovnitchi
- Mintimer Shaimiev
- Tang Jiaxuan
- Anatoli Torkounov
- Zhang Deguang
- Boulat Outemouratov